# Chea Vichea
Chea Vichea (1960-Nom Pen, 22 de enero de 2004) (Jemer: ជា វិជ្ជា) fue un obrero y dirigente sindical camboyano. Lideró el Sindicato Libre de Trabajadores del Reino de Camboya (FTUWKC) hasta su asesinato durante el año nuevo chino, el 22 de enero de 2004.
Desde 1999 Chea Vichea encabezó el FTUWKC, en donde defendió derechos humanos y laborales de trabajadores y trabajadoras del sector textil, adquiriendo notoriedad, con mucha fuerza en el país y uniendo sus esfuerzos a la oposición al gobierno camboyano.
Vichea fue asesinado de un disparo en la cabeza y otro en el pecho temprano por la mañana mientras leía un diario en un quiosco en el distrito de Daun Penh en Nom Pen. Recientemente había sido despedido por la fábrica INSM Garment (localizado en el distrito Chum Chao de la capital camboyana) como represalia para ayudar a establecer un sindicato en la compañía. 

## Investigación
Días después de que Vichea fue asesinado, y haciendo frente a las críticas por no hacer justicia, las autoridades camboyanas arrestaron a dos hombres y les acusó del asesinato.
El primero, Born Samnang, fue arrestado en la Provincia de Prey Vengy transferido a Nom Pen por la noche. Inicialmente admitió al asesinato pero después se retractó públicamente, alegando que la confesión la hizo bajo tortura. Múltiples testigos han declarado que al momento del asesinato de Vichea, Samnang se encontraba en otro sitio.
El segundo sospechoso, Sok Sam Oeun, ha negado constantemente cualquier involucramiento en el homicidio, alegando que en el momento de los hechos estaba en una fiesta con sus amigos.
La investigación criminal estuvo hecha por la policía del distrito de Tuol Kork de Phnom Penh y plagada de irregularidades. Los agentes a cargo centraron sus acciones en intimidar a quellos que proveían de información de los sospechosos y los testigos del crimen fueron intimidados
El 22 de marzo de 2004, el juez Hing Thirith, retiró los cargos contra los dos hombres, citando una carencia de evidencias y baja credibilidad de la investigación policial. Al día siguiente, Hing Thirith fue destituido de su posición en el Tribunal Municipal de Phnom Penh y su decisión de retirar los cargos fue revertida el 1 de junio de 2004 por un juzgado de apelación.
El juicio duró un año más después del asesinato mientras Born Samnang y Sok Sam Oeun quedaron en custodia en Phnom Penh, a pesar de una limitación legal camboyana que nadie puede ser detenido sin pruebas por más de seis meses. El caso fue retomado por organizaciones nacionales e internacionales, incluyendo Amnistía Internacional, Human Righs Watch y la Organización Internacional del Trabajo.

## Juicio

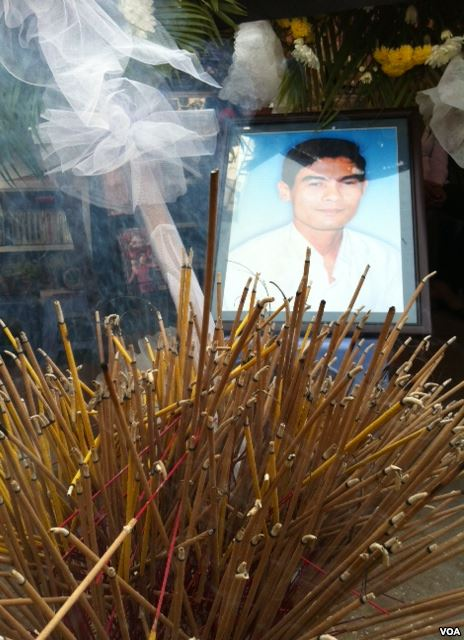
Memorial por el décimo aniversario de la muerte de Chea Vichea, el 22 de enero de 2014.

El 1 de agosto de 2005, los tribunales municipales de Phnom Penh realizaron un juicio que fue severamente criticado tanto por organizaciones locales e internacionales, quienes lo consideraron injusto y políticamente predispuesto más que basado en un juicio independiente y razonable.
Sok Sam Oeun y Born Samnang fueron declarados culpables aunque no hubo ningún testigo declarando ni tampoco prueba forense alguna. Ambos sujetos fueron sentenciados a 20 años en prisión y se ordenó el pago de 5000 dólares cada uno como indemnización a la familia de la víctima.
La familia de Chea Vichea rechazó la indemnización, declarando que no creían que los dos inculpados fueran los asesinos reales. Ambos fueron liberados en 2013. En 2015 el gobierno de Camboya anunció que retomaría las investigaciones del crimen, lo que fue desestimado por los familiares al descreer de un juicio real al involucrarse el gobierno de nueva cuenta y no organizaciones ciudadanas o internacionales.